# Spoorlijn Utrecht - Breda
De Spoorlijn Utrecht - Breda is een potentiële spoorlijn tussen de steden Utrecht en Breda. In het verleden is herhaaldelijk gepleit voor een treinverbinding tussen beide steden, een besluit tot aanleg is nooit genomen.

## Oude plannen
In 1875 werd een plan gemaakt voor een spoorweg tussen Utrecht en Breda via Vianen en Gorinchem. Dit plan werd nooit uitgevoerd. In 1860 was immers al bij wet bepaald, dat er twee spoorlijnen met bruggen over de grote rivieren van Nederland zouden komen. Dat werden de spoorlijnen Breda - Rotterdam (Staatslijn I) en Utrecht - Boxtel (Staatslijn H). Volgens de wet van 1873 werd daar de spoorlijn Arnhem - Nijmegen aan toegevoegd opdat het oosten van het land een aanvaardbare noord-zuidverbinding kreeg. Een brug over de Boven-Merwede bij Gorinchem en over de Lek bij Vianen werd ontraden vanwege de ijsgang in de winter.
In 1999 werden plannen voor een spoorlijn tussen Utrecht en Breda voor het laatst terzijde geschoven. De conclusie was dat het reizigersaanbod te gering zou zijn en de kosten te hoog.

## Nieuwe plannen

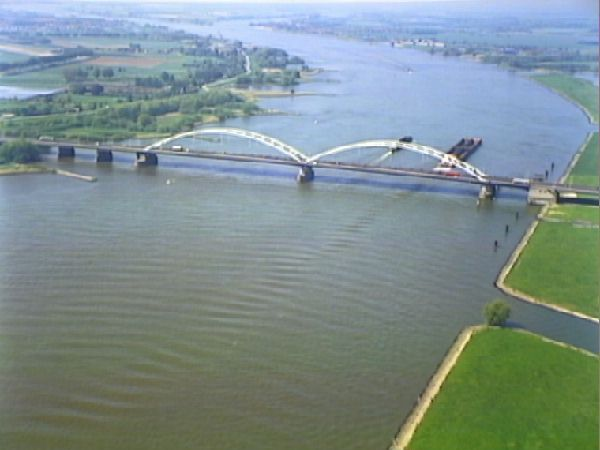
De huidige Merwedebrug in Rijksweg 27 over de Boven-Merwede nabij Gorinchem

Op 27 maart 2008 presenteerden bouwbedrijf BAM en ingenieursbureau Goudappel Coffeng een nieuw plan voor een dergelijke verbinding. De directe aanleiding hiervoor is de aanstaande verbreding en vernieuwing van de A27 tussen Utrecht en Breda. Volgens BAM zouden beide projecten gecombineerd kunnen worden uitgevoerd. Volgens het onderzoek van BAM en Goudappel Coffeng zou de lijn dagelijks tussen de 45.000 en 90.000 reizigers per dag vervoeren, en ongeveer 45.000 'nieuwe reizigers' kunnen trekken.
Onder leiding van Ed Nijpels is een diepgravend onderzoek verricht naar de mogelijke baten en de mogelijke kostenbesparing van de lijn, nadat zo'n onderzoek begin april 2008 was voorgesteld door een meerderheid in de Tweede Kamer.
De commissie-Nijpels had de opdracht om de financiële haalbaarheid door te bepalen, maar ook om de toekomstige ruimtelijke ordening mee te laten wegen. Conclusie was dat de lijn niet eerder dan 2020 aangelegd kan worden, en dus niet gecombineerd zou kunnen worden met de werken aan de A27. Volgens Nijpels zou de lijn levensvatbaar zijn, met 50 duizend reizigers per dag.

### Mogelijk tracé
Er zijn verschillende suggesties gedaan voor een mogelijk tracé van de lijn. De spoorlijn zou parallel aan de snelweg A27 kunnen worden aangelegd, en in de plannen van BAM en Goudappel Coffeng zou deze aanleg het beste tegelijk plaats kunnen vinden met de geplande verbreding van deze snelweg. Dat zou een kostenvoordeel opleveren van enkele honderden miljoenen euro's.
De door BAM voorgestelde route loopt derhalve langs de A27 via Vianen, Gorinchem, Raamsdonksveer en Oosterhout. Bij Gorinchem kruist deze lijn de Spoorlijn Elst - Dordrecht. Mogelijk kunnen reizigers in Gorinchem dan overstappen op treinen naar Dordrecht en Geldermalsen; misschien wordt zelfs een rechtstreekse treindienst Utrecht - Dordrecht mogelijk. Nabij Gorinchem wordt ook de Betuweroute gekruist.
Het tracé zal vier grote waterwegen moeten kruisen: de Bergsche Maas, de Merwede, de Lek en het Amsterdam-Rijnkanaal. Het plan van BAM en Goudappel Coffeng doet geen voorstellen ten aanzien van de vraag of de kruising van de rivieren ditmaal met bruggen of met tunnels zou moeten gebeuren. De A27 kruist alle vier met bruggen.

### Mogelijke effecten
De lijn zou een directe verbinding gaan vormen tussen de bestaande stations Utrecht Centraal en Breda en zodoende de verkeersdruk van de A27, A16 en A2 verminderen. Indien de spoorlijn tussen Utrecht en Breda wordt aangelegd, wordt afstand tussen de beide steden gereduceerd van 92 km naar 65–75 km, afhankelijk van het gekozen tracé. De reistijd tussen beide steden zou kunnen worden verkort van zo'n 60 naar ruim 30 minuten. Treinreizigers tussen Utrecht Centraal en Breda stappen nog over in Rotterdam of 's-Hertogenbosch. Een lijn tussen Utrecht en Breda zorgt er tevens voor dat het goederenvervoer tussen het midden en noorden van Nederland enerzijds en de havens van Zeeland en Antwerpen anderzijds makkelijker kan worden afgewerkt.